# Агінський Бурятський автономний округ

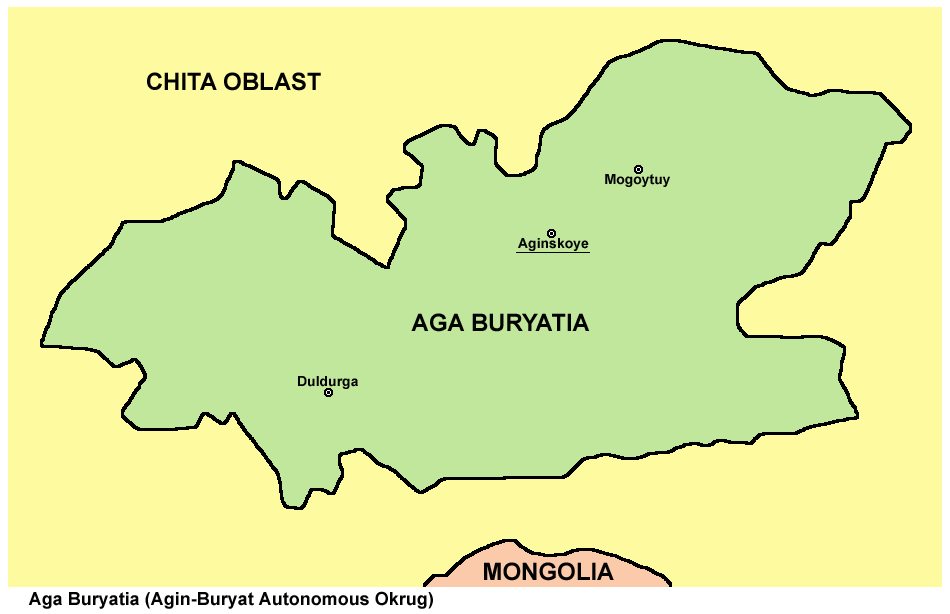

Агі́нський Буря́тський автоно́мний о́круг — колишній  суб'єкт Російської Федерації, автономний округ в Читинській області. 1 березня 2008 р. об'єднаний разом з областю на Забайкальський край. У його межах утворено Агінський Бурятський округ.
Центр округу — селище Агінське.
Площа — 19,592 тис. км². Населення — 73,383 тис. чол. (2007). Густота населення — 3,9 чол./км² (2007), питома вага міського населення — 38,3% (2007).
Останній губернатор округу — Жамсуев Баїр Баясхаланович.
Агінський Бурятський автономний округ утворено 26 вересня 1937 з метою адміністративного об'єднання бурятських районів Читинської області, які розташовані ізольовано від території Республіки Бурятія. Спочатку це був Агінський Бурят-Монгольський національний округ, який після надання йому автономії і заміни етноніма бурят-монголи на буряти був в 1958 перетворений на Агінський Бурятський автономний округ. У сучасну назву округу включено назву корінного населення та назву центру округу — селища Агінське.

## Адміністративно-територіальний поділ і муніципальні утворення
У складі округу з 2006 року існують 42 муніципальних утворення, з них 3 муніципальних райони (що збігаються з адміністративно-територіальними районами), 4 міських і 35 сільських поселення.

## Населення та національний склад
За даними перепису населення 2002 року населення округу склало 72 тис. 213 чол. 
- 1) Буряти — 45 тис. 149 чол. (62,52%)
- 2) Росіяни — 25 тис. 366 чол. (35,13%)
- 3) Татари — 390 чол. (0,54%)
- 4) Українці — 190 чол. (0,26%)
- 5) Евенки — 164 чол. (0,23%)

У 2007р. населення округу склало 76 тис. 383 чол.

### Муніципальні райони у складі округу
- Агінський район
- Дульдургінський район
- Могойтуйський район

### Об'єднання з Читинською областю
У ході референдуму 11 березня 2007 року понад 90 відсотків активних виборців проголосували за об'єднання Агінського Бурятського автономного округу з Читинською областю в Забайкальський край.